# Матерь человеческая
«Матерь человеческая» — советская военная драма 1975 года. Монофильм Тамары Сёминой. По одноимённой повести (1969) Виталия Закруткина.

## Сюжет
Лето 1942 года. Враг рвался в глубь страны, опустошал и разорял наши города и сёла, грабил и убивал мирное население. Казалось, что на этой выжженной земле не осталось ничего живого.
В кукурузном поле, на окраине разорённого фашистами родного села, приходит в себя девушка. Несколько дней она проводит на открытом воздухе, а затем возвращается на пепелище. Там на неё тяжким грузом накатывают воспоминания о прежней счастливой жизни, о погибших муже и сыне… В одном из сараев она обнаруживает раненого молодого немецкого солдата, Вернера Брахта, которого она пытается вы́ходить, но тот всё равно скоро умирает. Поневоле приходится заниматься домашним хозяйством: четыре уцелевшие коровы требуют регулярной дойки. Непростым испытанием становится для девушки похоронить найденного советского бойца, из пальцев которого она так и не смогла вытащить его пулемёт.
Проходят недели и месяцы, а Мария (так зовут выжившую) по-прежнему одна в селе. По её поведению становится видно, что она беременна. С помощью коровы она собирает урожай брюквы, запасая его на будущее. Наступает зима. В хозяйстве Марии кроме коров и собаки появляются несколько овец и лошадь.
Одним зимним днём Мария находит в стогу сена семерых испуганных детей: шестерых девочек и мальчика. Она их берёт к себе, отогревает, моет и кормит. Все они на разные голоса рассказывают Марии об ужасах войны: голоде, бомбёжках, эвакуации. Вначале детей было 18 или 19, но до Марии живыми добрались лишь эти семь…
Пришла весна 1943 года. Все дети уже называют Марию мамой. Однажды они находят сгоревшие останки мужа и сына Марии. Женщина хоронит их с помощью своих приёмных детей. Вскоре Марии приходит время рожать. Выгнав всех из сарая, она под внимательными и сочувственными взглядами своих домашних животных, под раскаты грома, в стогу сена производит на свет новую жизнь.
Вскоре Мария, с младенцем на руках и семью подросшими детьми позади, выходит на холм встречать отряды Красной армии, гонящие врага обратно на запад.

## Создание
- При переработке повести в сценарий Головня и Нехорошев намеренно опустили всё, что относилось к судьбе односельчан главной героини, оставив её одну в центре рассказа со своим подвигом.
- Съёмки можно было провести в Подмосковье, но чтобы подчеркнуть суровость окружающих условий и обстоятельств съёмочная группа отправилась в район станицы Вёшенской (Ростовская область) в пустынную степь.
- Съёмки проходили с сентября 1974 года по февраль 1975 года, и всё это время Тамара Сёмина проходила в одном ситцевом платье. Ей приходилось ходить босиком по снегу и купаться в мороз. Несмотря на то, что эта лента является монофильмом Сёминой, у её героини практически нет слов[1].

## В ролях
| - Тамара Сёмина — Мария - Валерий Кокорев - Светлана Родина - Анатолий Тютькин - Александр Литовченко - Алексей Зимовнов | - Екатерина Тютьева - Ирина Желудкова - Инна Каншина - Наталья Зюзина - Полина Голдышева |